# Nolanomelissa toroi
Nolanomelissa toroi là một loài ong trong họ Andrenidae. Loài này được Rozen miêu tả khoa học đầu tiên năm 2003.